# Middelburg (Provincia del Capo Orientale)
Middelburg è una città del Sudafrica nella Provincia del Capo Orientale. Ricade nella Municipalità locale di Inxuba Yethemba. È stata fondata nel 1852.

## Popolazione
Secondo il censimento del 2011, Middelburg ha una popolazione di 18.681 abitanti.